# Grifols
Grifols est un groupe médical espagnol opérant dans le domaine de la santé (production de plasma sanguin) et fondé en 1940 par le docteur Dr José Antonio Grifols Roig.

## Histoire
En 2003, Grifols a intégré dans sa structure une usine de production de dérivés du sang située à Los Angeles, Californie, poursuivant sa stratégie ayant pour but de consolider sa présence aux États-Unis.
En 2006, introduction à la bourse de Madrid.
En novembre 2013, Novartis annonce la vente de sa filiale de test de transfusions sanguines pour 1,7 milliard de dollars à Grifols.
En décembre 2016, Grifols annonce l'acquisition pour 1,85 milliard de dollars de la participation de Hologic qu'il ne possédait pas, dans sa co-entreprise dans le domaine du sang.
En septembre 2021, Grifols annonce l'acquisition de Biotest, une entreprise allemande spécialisée dans la plasma, pour 1,9 milliard de dollars.

## Présentation
Grifols a des usines de production à Barcelone, où se trouve le siège, et à Murcie. Grifols est connu pour son système de distribution de médicaments dans les pharmacies des hôpitaux, tendant à réduire ainsi la possibilité d'erreur des professionnels dans l'administration de la médication adaptée à chaque patient.
Actuellement, le groupe commercialise ses produits dans différents pays par l'intermédiaire de ses filiales en Allemagne, Italie, Royaume-Uni, République tchèque, Slovaquie, Pologne, Portugal, Argentine, Brésil, Canada, États-Unis, Mexique, Chili, Malaisie, Thaïlande, Singapour, Japon et Pérou.